# なごり雪

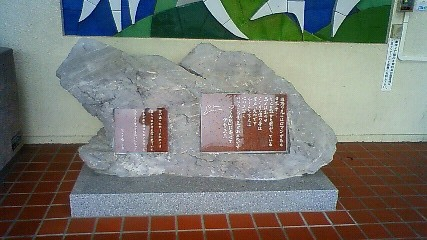
「なごり雪」記念碑（津久見駅）

「なごり雪」（なごりゆき）は、伊勢正三が作詞・作曲したかぐや姫の楽曲。イルカによるカバー・バージョンがヒットを記録し、世代を超えて歌い継がれている。

## 概要
1974年3月12日、かぐや姫のアルバム『三階建の詩』の収録曲として発表された。21才の伊勢がプロとして作詞作曲をした初めての作品。オリコンアルバムチャート1位、年間5位。
これは失恋の歌であり、恋人と別れて違う人生を歩くことになった男の青春の情景を思い浮かばせる。歌詞には「東京」の文言が出てくるが、伊勢本人は出身地である大分県津久見市の津久見駅をモチーフにしたと語っている。国鉄の蒸気機関車「デゴイチ」は1975年の国鉄無煙化まで走行していたが、国鉄の電車は旧来呼称の名残りで「汽車」と呼ばれ、歌詞の「汽車」というのは国鉄ブルートレインのことである。新幹線が東京と九州をつなぐのは遥か未来であり、当時は東京と伊勢の故郷大分は非常に長い旅路であるからこの歌を作ることができたのだと伊勢は振り返っている。当時のブルートレインは、寝台特急「富士」が18時00分に東京駅を出発して翌日の11時45分に大分駅に到着した。寮生活を送っていた大分の高校時代、実家から寮に戻る列車は切なく、上京してからの東京と故郷の間も切なさがあったという。
伊勢はかぐや姫のメンバーとして作詞を担当することはあったが、アルバム『三階建の詩』（1974年3月）に向けて初めて作詞作曲を任された。1973年の秋、伊勢が22才になる直前であった。伊勢は「自由の門戸よ! ついに開いた!」と一人でしきりにつぶやき歓喜した。最初にサビのメロディと歌詞が思い浮かび、それにストーリーを加えて行き、東京駅のホーム、若い男女、出発を待つブルートレイン、線路には決して積もることがない今期最後の名残惜しい降雪、と伊勢本人はこう説明している。自信作だったのだが、南こうせつらに聞かせたところ受けが良くないと感じた伊勢は一晩で第2作となる「22才の別れ」を作って聞かせた。「22才の別れ」でも男が失恋している。一説では「なごり雪」と「22才の別れ」の男女は同一カップルといわれている。「なごり雪」を聞いた南こうせつは、伊勢の才能に衝撃を受けていた。
富澤一誠のインタビューで伊勢は、「なごり雪」くらいの作品はいつでも作れると豪語し、富澤の後のインタビューでは「書こうと思ったけど、もう書けなかった」と答えたという。後になれば、伊勢はその2曲が書けたのは奇跡に近く、何か計り知れない瞬間であったのだと思っている。
以前から南こうせつは「3年で一区切り」とかぐや姫の解散を予言していた。「神田川」の大ヒットによりグループは自分たちの知らないところで運営が進行し始め、「なごり雪」か「22才の別れ」を次のシングルにしたいグループの意向に沿わず、いつの間にか「赤ちょうちん」と「妹」がシングル化・映画化された出来事は解散時期を早めたのだと南は笑い飛ばしている。南、伊勢、元シュリークスの山田パンダによるかぐや姫が1975年4月12日を以って解散した後、「なごり雪」は1975年8月に一夜限りの再結成をした伝説のオールナイトコンサート「吉田拓郎・かぐや姫 コンサート インつま恋」で歌唱され、同DVDにて視聴することができる。
かぐや姫解散決定に際し伊勢はフォークデュオ「風」を結成し、自身のデビュー作「なごり雪」ではなくデビュー第2作「22才の別れ」を風の1stシングルとして1975年2月5日にリリースした。その頃、かぐや姫や風と同じ音楽事務所に所属するイルカは、山田パンダ脱退後に加入したシュリークスの解散後、元シュリークスのリーダーでイルカの夫である神部和夫を彼女のマネージャー兼プロデューサーとして夫との連携でソロ活動をしていた。音楽業界では、かぐや姫解散による「なごり雪」のシングル未発表が惜しまれ、イルカにオファーが寄せられた。マネージャー兼プロデューサーの神部和夫が事務所の会議で提案をしたのである。イルカはかぐや姫と一緒にコンサートツアーを回っていたので、かぐや姫が「なごり雪」を歌う時の観客の歓喜を間近で観ていた。彼女は自分がよく知る同じ事務所の名曲を歌ってしまうことに躊躇したが、伊勢は歌ってもらえるのがうれしいんだということを彼女に伝え、伊勢には彼女は決心がついたように見えたという。伊勢とイルカの間で次のようなやり取りがあった。
満を持して1975年11月5日にシングル発売されたイルカによるカバーバージョンが徐々に売れ行きを伸ばしてヒット作となり、以降、日本の早春を代表する歌の一つとして歌い継がれ、さまざまなアーティストによってカバーされている。
2002年にはこの歌の世界観に対する独自の解釈に基づき、大林宣彦監督が大分県臼杵市でロケを行い『なごり雪』として映画化した。
2005年、第56回NHK紅白歌合戦の「スキウタ」アンケートで白組18位にランクインした。
2009年10月24日からJR九州の津久見駅で接近メロディとして「なごり雪」のメロディが使用されている。伊勢夫妻によるピアノアレンジである。津久見駅長の後藤静昭が伊勢のファンであり、2年がかりの説得で実現した。当初は特急発着時に流されていたが、2020年11月現在では特急「にちりん」等の列車の入線前に流されている。また、2010年3月には同駅に、歌詞の一部と伊勢が津久見駅に寄せた文とを刻んだ2枚の石板が並んだ記念碑が設置されている。
2013年に日本気象協会が選定した「季節のことば36選」で、3月のことばの一つに「なごり雪」が選ばれた。これを知った伊勢は「ものすごくうれしかった。実はこの曲を発表した当時、なごり雪という言葉は存在しなかった。勝手にこんな言葉を作られては日本語の乱れを助長する。『名残の雪』に変えたらどうだとまで言われた。作り手としては＜の＞はどうしても入れたくなかった。曲はヒットしたがモヤモヤは残った。あれから40年近くたって気象協会の＜季節のことば＞に選ばれたと聞き、胸のつかえが下りた気分」と語っている。作曲当時、立原正秋の不倫小説『残りの雪』が1973年から1974年に日経新聞で連載された後に新潮社から刊行された。それに倣って「名残の雪」となると春になってもまだ山に雪が残っている風景になってしまいそうで、そうではなく伊勢は春に降る最後の「名残惜しい雪」を表現するために「なごり雪」という言葉を歌詞に入れた。歌詞の完成は締め切りを過ぎ、アルバム『三階建の詩』の歌詞カードは伊勢の2曲に待たされた。タイトルはレコーディングの後で締め切り直前になって決まり、かぐや姫のシングル「田中君じゃないか」のモデルとなった田中ディレクターに急かされたその場で伊勢が生み出したアイデアが「なごり雪」であった。
2024年に「イルカ50周年 イルカのミュージックハーモニー30周年記念 青春のなごり雪コンサート」が開催され、この年さらに日本各地で「『なごり雪』50周年スペシャル 伊勢正三＆イルカ コンサート」が開催されることが決定している。

## カバー

### イルカのカバー
1975年11月、イルカの歌によるカバーバージョンがシングルとして発売。当時の日本においてカバーの歌唱は珍しかった。翌1976年に掛けて、オリコンの集計で55万枚近いセールスを記録した。累計売上は80万枚。自身のシングルとしては最大の売上を記録した。
このシングル盤は編曲が松任谷正隆、アコースティックギターは吉川忠英、エレキギターは鈴木茂、ベースは宮下恵輔、ドラムは村上秀一の演奏によってレコーディングされた。松任谷はこの編曲が他アーティストの作品編曲の最初であった。
サウンドはフォークというよりはポップス。イントロは雪に降られているような印象でテンションコードが使用されている。オリジナルとは一部のメロディが異なり、イルカバージョンは最後の「綺麗に」から「なった」までを溜める。伊勢は錚々たるミュージシャンが参加した曲を聞き、ピアノのイントロから完璧に納得し、「なごり雪」は「僕から旅立った」という気持ちになった。
イルカのアルバム『夢の人』収録バージョン「なごり雪」は伊勢のギターの師匠である石川鷹彦が編曲した。
イルカによる「なごり雪」カバーの提案者であったイルカの夫は2007年3月21日の春分の日に死別した。彼は長年パーキンソン病を患い、最後は言葉が話せなかった。イルカの人生で唯一の恋人であり唯一の夫である彼は、別れの瞬間が近づくと目を強く3回閉じ、イルカはそれを「さようなら」と受け止めた。

#### 収録曲
1. なごり雪
作詞・作曲:伊勢正三／編曲:松任谷正隆
2. ラバーボール
作詞・作曲:イルカ／編曲:石川鷹彦

### 伊勢正三のセルフカバー
2002年、上述の映画「なごり雪」のサウンドトラックのために伊勢正三が再録音、シングルとして発売された。
またなごみーず（伊勢・太田裕美・大野真澄（元・ガロ）によるユニット） では、コンサートで度々伊勢のギター伴奏で太田が歌っている。

#### 収録曲
- 両曲とも、作詞・作曲：伊勢正三

1. なごり雪 -opening version-
2. なごり雪 -ending version-

### メディアでの使用
- 1976年に清水由貴子が、日本テレビ系列『スター誕生!』の第16回決戦大会で「なごり雪」を歌って合格、翌1977年に清水はアイドル歌手として芸能界デビューを果たした。
- 1982年 榊原郁恵（第33回NHK紅白歌合戦にてカバー）
- 1990年 日本ビクター（「ムービーごっこ」ビデオカメラCM曲、福山雅治）
- 2010年 養命酒製造（「ハーブの恵み」TVCMソング、元ちとせ&秦基博）
- 2011年 田島貴男（養命酒製造「ハーブの恵み」CMソングとして歌われる。

### その他のカバー
- 1976年 天地真理（アルバム『私は天地真理』に収録）
- 1976年 岩崎宏美（ライブアルバム『ロマンティック・コンサートⅡ〜ちいさな愛の1ページ』に収録）
- 1977] 新沼謙治（アルバム『地図のない青春 新沼謙治III』に収録）
- 1978年 五木ひろし（アルバム『ひろしとギター 4』に収録）
- 1978年 ビューティ・ペア（アルバム『〈スター・マイ・セレクション・シリーズ〉ビューティ・ペア』に収録）
- 1992年 Mi-Ke（アルバム『忘れじのフォーク･白い2白いサンゴ礁』に収録）
- 1993年 永田真代（シングル『なごり雪』に収録）
- 1994年 裕木奈江（アルバム『ever green 〜Best〜』に収録）
- 1994年 永井みゆき（アルバム『全曲集'95～応援歌でヨイショ』に収録）
- 1998年 鈴木真仁（アルバム『いちご白書をもう一度』に収録）
- 1999年 結城比呂（アルバム『時の断層』に収録）
- 1999年 LIFE RECORDERS（ミニアルバム『東京の空』に収録）
- 2000年 七緒香（アルバム『はじまりのうた』に収録）
- 2000年 岡村靖幸（シングル「真夜中のサイクリング」に収録）
- 2001年 市井紗耶香（アルバム『FOLK SONGS』に収録）
- 2002年 チェウニ（アルバム『Tokyo･トーキョー･東京』に収録）
- 2002年 新垣勉（アルバム『出逢い～我が心の歌～』に収録）
- 2003年 ビリケン（「nagoriyuki」としてシングルに収録）
- 2003年 JINDOU（シングル「なごり雪」に収録）
- 2003年 What's Love? （アルバム『温故知新』に収録）
- 2004年 松浦亜弥（アルバム『FS5〜卒業〜』に収録）
- 2004年 ketchup mania（アルバム『GAL盤』『THE BEST OF ketchup mania』に収録）
- 2004年 0108（音羽ゆりかご会）（コンピレーション・アルバム『想い出がいっぱい 〜旅立ちの日に3〜』（キング KICS-1063）に収録）
- 2005年 高橋直純 （アルバム『scene〜残したい風景〜』に収録）
- 2005年 Ryu（ミニアルバム『ユメ-襟を濡らす涙』に収録）
- 2005年 平原綾香（アルバム『From To』に収録）
- 2005年 石川ひとみ（アルバム『With みんなの一五一会〜フォークソング編』に収録）
- 2006年 徳永英明（アルバム『VOCALIST 2』に収録）
- 2006年 ムック（限定配布アルバム『COVER PARADE』に収録）
- 2006年 神園さやか（アルバム『二十歳の原点』に収録）
- 2006年 嘉門達夫（替え歌「なごり寿司」としてアルバム『笑撃王』に収録[29]）
- 2007年 Kat McDowell（「ナゴリユキ」としてミニアルバム『kat』等に収録）
- 2007年 リュ・シウォン（シングル「花の首飾り」に収録）
- 2007年 夏川りみ（配信限定アルバム『歌さがし 〜リクエストカバーアルバム〜』に収録）
- 2008年 中孝介（シングル「春」に収録）
- 2008年 鬼束ちひろ（ライブDVD『NINE DIRTS AND SNOW WHITE FLICKERS』に収録）
- 2009年 坂本冬美（アルバム『Love Songs 〜また君に恋してる〜』に収録）
- 2009年 島倉千代子（カバーアルバム『名曲カバー傑作撰』に収録）
- 2009年 Scott Murphy（アルバム『Guilty Pleasures LOVE』に収録）
- 2009年 ダンカン・レッドモンズ（アルバム『Up And At 'Em』に収録）
- 2009年 中西保志（アルバム『メロディーズ』に収録）
- 2009年 中森明菜（アルバム『フォーク・ソング2 〜歌姫哀翔歌』に収録）
- 2009年 岡平健治（アルバム『I LOVE GM』に収録）
- 2009年 遠藤由美（配信限定）
- 2010年 松原健之（アルバム『旅立つ季節に』に収録）
- 2011年 田島貴男（養命酒製造「ハーブの恵み」CMソングとして歌われる。アルバム『白熱』にボーナス・トラックとして収録）
- 2011年 蘭華（アルバム『昭和を詠う〜大切なものへ〜』収録。BELLWOOD RECORDS BZCS-1083。編曲：綾部健三郎）
- 2012年 河村隆一（カヴァーアルバム『The Voice 2』に収録）
- 2013年 有安杏果（ももいろクローバーZ）with南こうせつ （アルバム『5TH DIMENSION』初回限定盤Aに収録）
- 2013年 森恵（カバーアルバム『RE:MAKE1』に収録）
- 2013年 岩佐美咲（アルバム『リクエスト・カバーズ』に収録）
- 2014年 桑田佳祐（ライブ・ビデオ『昭和八十八年度! 第二回ひとり紅白歌合戦』に収録）
- 2014年 吉幾三（カバーアルバム『あの頃の青春を詩う vol.2』に収録）
- 2014年 平井堅（カバー・アルバム『Ken's Bar III』初回生産限定盤AのDVDに収録）
- 2014年 リン・ユーチュン（アルバム『WINTER GIFT ～リン君からの贈り物～』に収録）
- 2015年 PENICILLIN（カバー・アルバム『Memoriese～Japanese Masterpieces～』に収録）
- 2015年 川野夏美（アルバム『フォーク・ソングス ～唄い継ぐ、未来へ～』に収録）
- 2016年 仮面女子[30]
- 2016年 クリス・ハート（カバーアルバム『Heart Song Tears』収録）
- 2017年 岩佐美咲（シングル『鯖街道（通常盤）』にアコースティックバージョン収録）
- 2017年 津吹みゆ（ミニアルバム『望郷こころ歌 Vol.2 ～永遠の名曲選～』に収録）
- 2017年 城南海（カバーアルバム『ユキマチヅキ』に収録）
- 2017年 山田姉妹（カバー アルバム『あなた 〜よみがえる青春のメロディー』に収録）
- 2018年 丸本莉子（「なごり寿司」の歌詞でカバー[31][32]）
- 2018年 豊崎愛生（カバーアルバム『AT living』に収録[33]）
- 2019年 Toshl（カバーアルバム『IM A SINGER VOL.2』に収録）
- 2020年 n/（配信アルバム『Best Practice 1 -Cover Songs Selection-』に収録）
- 2020年 木山裕策（アルバム『花 麗しき日本の愛唱歌』に収録）
- 2021年 太田克樹（シングル「流れ星」に収録）
- 2021年 さだまさし（カバーアルバム『アオハル49.69』に収録[34]）
- 2023年 JUJU（シングル「なごり雪 / あゝ無情」 及び カバーアルバム『スナックJUJU ～夜のRequest～『帰ってきたママ』』に収録[35]。）

その他
- 石原詢子、多岐川舞子、大石まどか
- 八代亜紀
- 松山千春
- 辻希美
- いきものがかりの「KIRA★KIRA★TRAIN」は、「なごり雪」のオマージュ[36]。このグループは他に何曲か「なごり雪」の影響で書いた曲がある[36]。

## メディアでの使用
- おやじの背中 第3話「なごり雪」（2014年7月27日、TBS） - 挿入歌